# Magnus Nilsson (företagare)
Carl Magnus Walter Nilsson, född 24 oktober 1955 i Landskrona församling, Malmöhus län, är en svensk entreprenör, företagsledare och riskkapitalist. Tillsammans med Jacob De Geer grundade han 2010 betalningsföretaget Izettle som han är styrelseordförande för.
Nilsson är utbildad vid Handelshögskolan i Stockholm. Han har varit vice vd och chef för USA-verksamheten i EF Education First. Därefter var han vd för navigationsföretaget Wayfinder, som senare såldes till teleoperatören Vodafone. Nilsson är även medgrundare till riskkapitalbolagen Novestra och Nordic Wireless.
I samband med att Paypal köpte Izettle 2018 blev Nilsson miljardär.
Nilsson är far till Leo Nilsson och till artisten Tove Nilsson - Tove Lo.

## Utmärkelser
- H.M. Konungens medalj i guld av 12:e storleken (Kong:sGM12 2021) för betydande insatser inom svenskt näringsliv[6]